# Marienwerder Knaster
Der Marienwerder Knaster war ein Pfeifentabak, der vor 1945 in der Provinz Pommern hergestellt wurde. 
Er wurde in der Gemeinde Marienwerder im Kreis Pyritz in Hinterpommern angebaut. Das Anbaugebiet umfasste (Stand 1936) ca. 3 Hektar. Die getrockneten Tabakblätter wurden zu Strängen zusammengedreht und dann zu Rollen geflochten an den Verbraucher gebracht. Der Marienwerder Knaster roch unangenehm und wurde daher vorwiegend bei der Feldarbeit geraucht, nicht in Wohnräumen. 